# Sillenita
La sillenita o silenita es un mineral óxido de fórmula molecular Bi12SiO20.
Descubierto en 1943 por Clifford Frondel, debe su nombre al químico sueco Lars Gunnar Sillén (1916-1960), quien trabajó extensamente en compuestos de bismuto y oxígeno.

## Propiedades
La sillenita tiene color verde, verde parduzco, verde grisáceo o verde oliva. Es un mineral entre transparente y translúcido, de brillo adamantino. Es muy blando, con dureza entre 1 y 2 en la escala de Mohs y posee una densidad de 9,16 g/cm³.
Cristaliza en el sistema cúbico, clase tetartoidal. Su contenido en bismuto es en torno al 96 - 97%, mientras que el silicio apenas supone un 1%.

## Morfología y formación
La sillenita forma cristales hexaédricos de hasta 5 mm.
No obstante, puede presentar aspecto terroso con textura comparable a la de la arcilla sin que sean apreciables afinidades cristalinas; también aparece como cristales indistinguibles que forman grandes masas.
En cuanto a su génesis, la sillenita es un mineral secundario formado por oxidación de minerales que contengan bismuto. Ha sido identificado también en filones hidrotermales de skarns.
Puede presentarse asociado, además de al metal nativo, a shattuckita, ajoíta y duhamelita.

## Yacimientos
La localidad tipo de este mineral corresponde a un lugar sin especificar del estado de Durango (México).
También en México, en el sur de Sonora, se ha encontrado sillenita en la ciudad de Navajoa.
España cuenta también con depósitos de este mineral, en Villanueva de Córdoba (Andalucía) y en el valle de la Serena (Extremadura).
Japón cuenta con diversos depósitos de sillenita. Por una parte, en la mina Fuka —una mina subterránea de calcita muy pura— en la prefectura de Okayama (Honshu), y por otra parte, en la isla de Yakushima, en la región de Kyushu.
Se ha encontrado también este mineral en la mina Kendekeke situada en la prefectura autónoma mongol y tibetana de Haixi (China).